# Bò tóc rậm

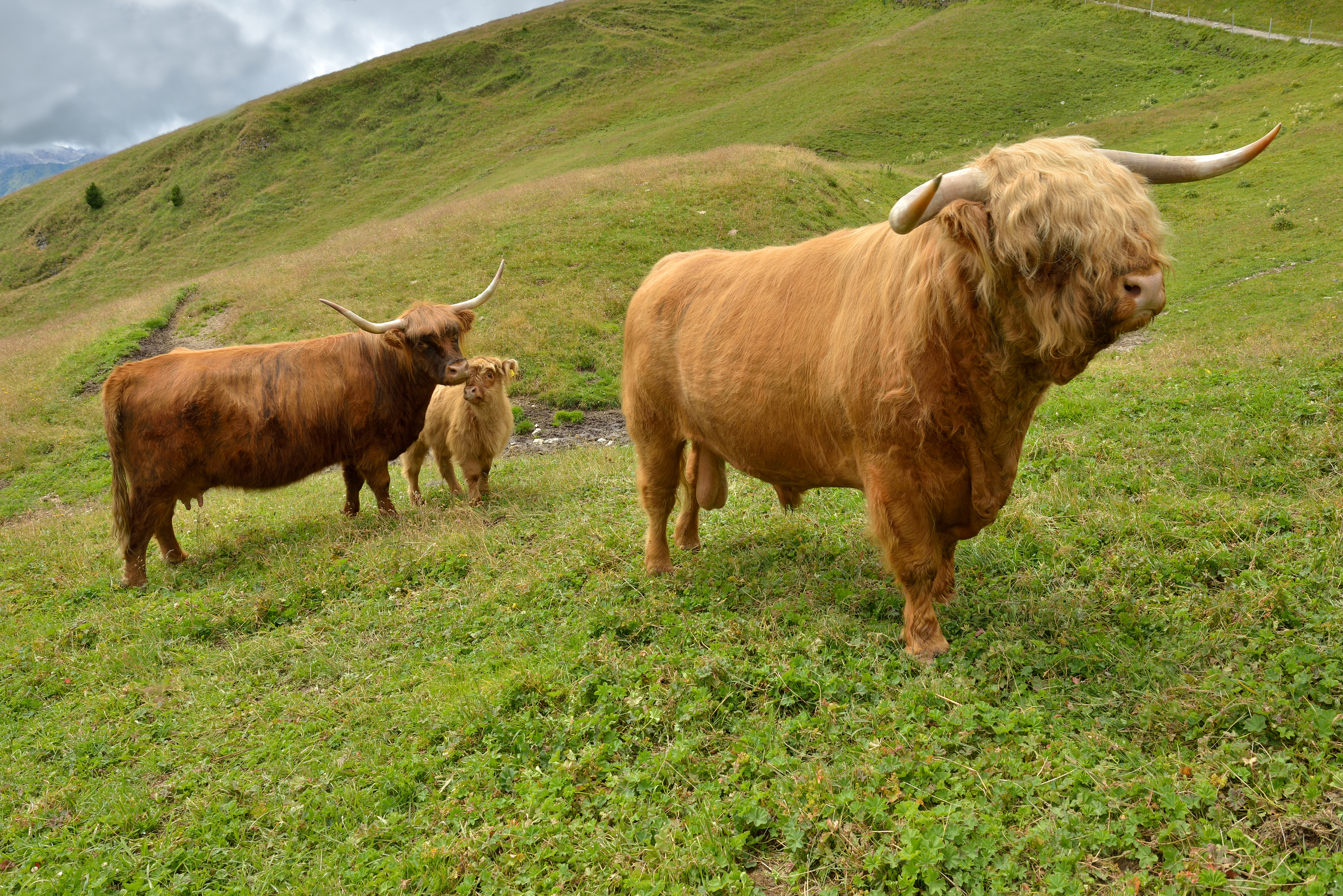
Bò cao nguyên ở vùng Dolomites, Nam Tirol, Ý

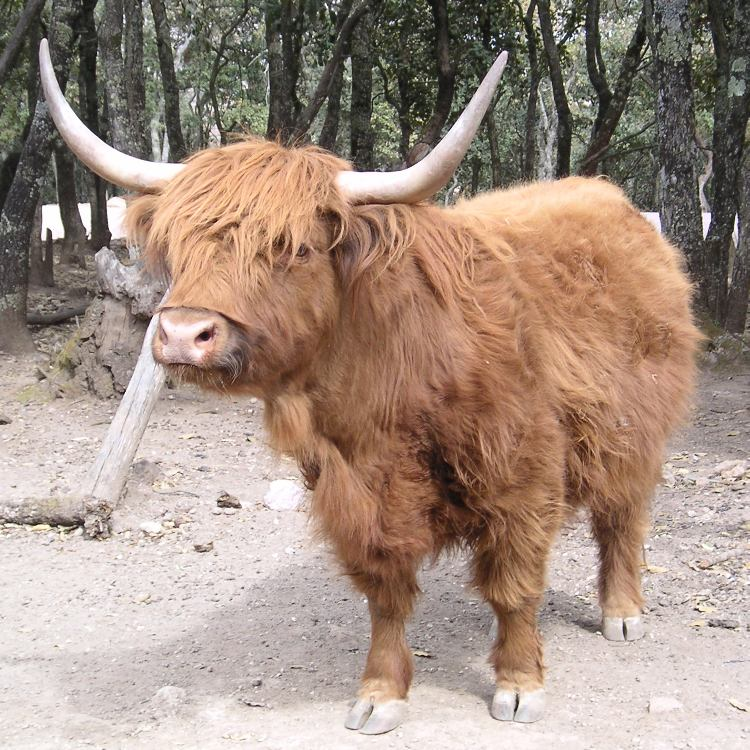

Gia súc vùng cao nguyên Scotland hay còn gọi là bò tóc rậm, bò cao nguyên (tiếng Gaelic Scotland: Bò Ghàidhealach; tiếng Scotland: Heilan coo) là một giống gia súc cổ xưa ở vùng Scotland. Loài này chủ yếu nuôi lấy thịt, và đã được xuất khẩu sang một số quốc gia khác.

## Đặc điểm
Bò cao nguyên Scotland có sừng dài và bộ lông xù xì lượn sóng màu đen, lốm đốm, màu đỏ, vàng. Có nguồn gốc cao nguyên và quần đảo Outer Hebrides của Scotland và đã được đề cập đầu tiên trong thế kỷ thứ 6 sau Công nguyên.

#### Phân loại
Có hai loại riêng biệt của bò này đã được mô tả đầu tiên trong cuốn sách năm 1885. Một là giống bò Kyloe có nguồn gốc từ các đảo. Những gia súc có bộ lông màu đen và nhỏ hơn với mái tóc dài hơn, do điều kiện gồ ghề hơn về mặt địa hình. 
Một loại khác là sống trên đất liền, có bộ lông màu xám và kích thước lớn hơn vì nơi đây có những đồng cỏ giàu chất dinh dưỡng.
Tuy nhiên, ngày nay các loại đã được lai như vậy là không có sự khác biệt rõ rệt và cả hai đều được coi là bò cao nguyên.

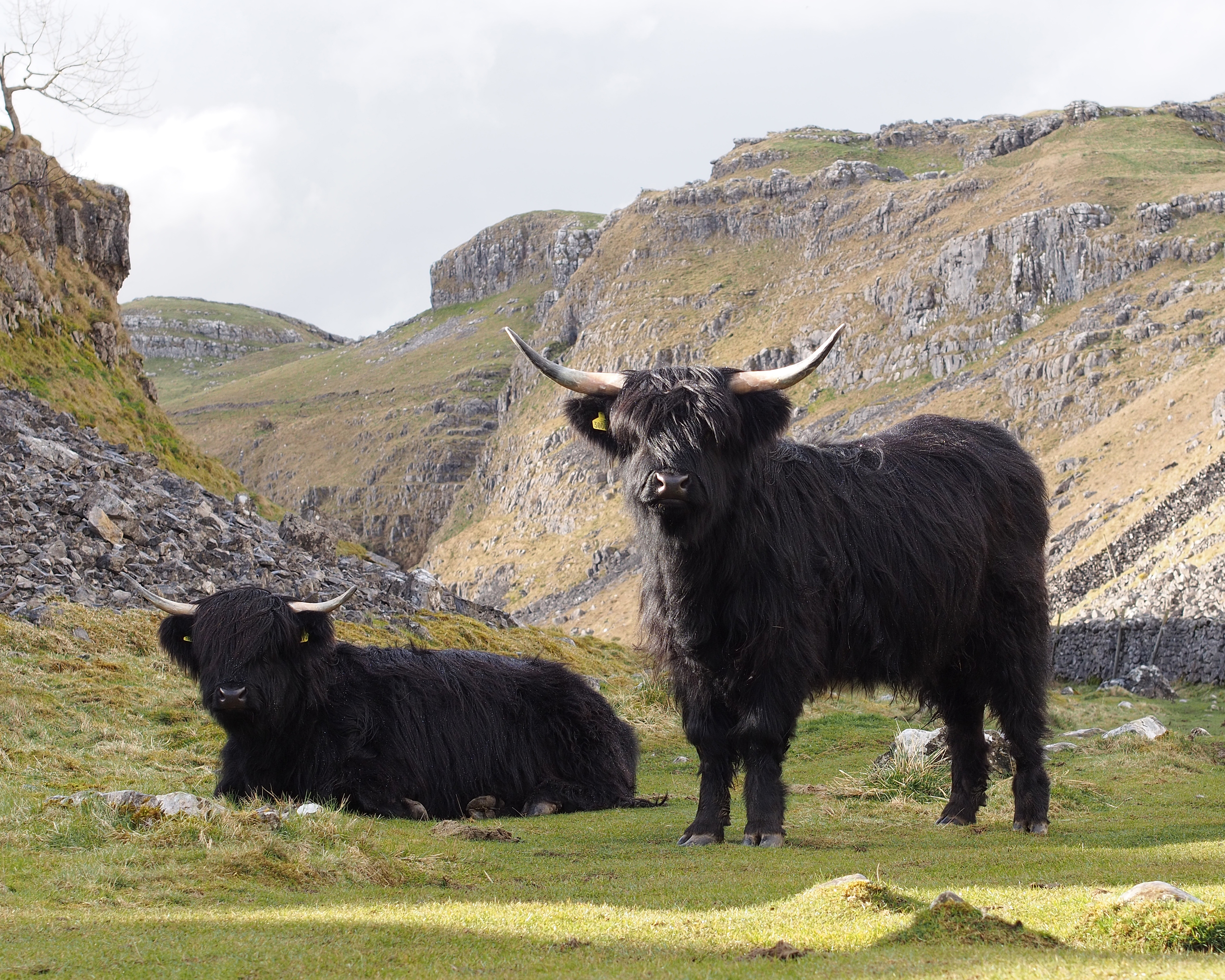
Bò đen

#### Trọng lượng
Chúng là một giống bò khỏe do môi trường bản địa của nó, Một con bò mộng có thể nặng tới 800 kg, bò cái nặng lên đến 500 kg. Sữa của chúng thường có hàm lượng mỡ bơ rất cao. Thịt được coi là một trong những chất lượng cao nhất và đang được xu hướng chấp nhận vì nó là rất ít cholesterol. Bò đực trưởng thành có thể nặng tới 800 kg (1.800 pound) và bò cái có thể nặng tới 500 kg (1.100 pound).

#### Khả năng
Tóc của chúng được xem là dài nhất của bất kỳ giống gia súc và giúp bảo vệ chúng trong mùa đông lạnh. Kỹ năng của chúng trong việc tìm kiếm thức ăn cho phép chúng tồn tại trong khu vực núi dốc đứng, nơi cả hai đều ăn cỏ và ăn thực vật có nhiều gia súc không thể tiếp cận. Chúng có thể khai thác nguồn thức ăn thông qua tuyết với sừng của chúng để tìm cây bị chôn vùi.

#### Tuổi thọ
Bò còn có tuổi thọ lâu hơn dự kiến so với hầu hết các giống khác, tuổi thọ có thể lên đến 20 năm. Nó là giống chuẩn bò đực phải có sừng. Những con bò có truyền thống được sử dụng như bò nhà là họ có một tính khí ngoan ngoãn và sữa có hàm lượng mỡ bơ cao.

#### Tình trạng
Bò được nuôi thành công tại nhiều quốc gia ôn đới ở Trung Âu, và trên thực tế ở các quốc gia nơi mà mùa đông thì lạnh hơn đáng kể so với Scotland như ở Na Uy và Canada.

## Khả năng chịu lạnh
Tất cả gia súc châu Âu đối phó tương đối tốt với nhiệt độ thấp nhưng gia súc cao nguyên được mô tả là "chịu được lạnh gần như tuần lộc và tuần lộc sống ở Bắc Cực". Ngược lại do có bộ lông dày nên chúng có khả năng chịu nhiệt kém hơn nhiều so với bò zebu, có nguồn gốc từ Nam Á và thích nghi với khí hậu nóng. Gia súc vùng cao đã được chăn nuôi thành công ở những quốc gia có mùa đông lạnh hơn đáng kể so với Scotland như Na Uy và Canada.

## Hành vi xã hội và sinh sản

#### Hành vi xã hội
Một đàn bò tóc rậm bán hoang dã được nghiên cứu trong thời gian 4 năm. Người ta thấy rằng gia súc có cấu trúc và hệ thống phân cấp rõ ràng, điều này làm giảm sự hung dữ của nó. Địa vị phụ thuộc vào tuổi và giới tính, với gia súc lớn hơn chiếm ưu thế so với bê và gia súc nhỏ hơn, và con đực chiếm ưu thế so với con cái. Bò đực non sẽ lấn át bò cái trưởng thành khi chúng được khoảng 2 tuổi. Những con bê từ con bò xếp hạng cao nhất được trao địa vị xã hội cao hơn, mặc dù có sự can thiệp tối thiểu từ mẹ của chúng. Chơi đánh nhau, liếm và gắn kết được coi là tiếp xúc thân thiện.

#### Sinh sản
Quá trình sinh sản diễn ra vào tháng 5 và tháng 6, với bò cái tơ sinh con lần đầu khi 2–3 tuổi.

## Sử dụng
Thịt của loài này có nhiều nạc hơn nhiều loài bò khác. Có thể sản xuất thịt bò với lợi nhuận hợp lí từ địa phương mà thông thường không phù hợp cho nông nghiệp. Cách có lợi nhất để sản xuất loại thịt bò này là nuôi trên đồng cỏ nghèo nàn ở quê hương của họ - Cao nguyên Scotland.
Thịt bò tóc rậm rất mềm, nhưng thị trường thịt chất lượng cao đã giảm. Để giải quyết tình trạng suy giảm này, thông thường người ta lai tạo những con bò cái cao nguyên "bú sữa" với một giống bò thuận lợi hơn như bò sừng ngắn hoặc bò Limousin. Điều này cho phép bò cao nguyên sản xuất bê thịt lai có thịt của bò mẹ có giá trị thương mại cao hơn khi giết mổ. Những con bò sữa lai thịt này thừa hưởng sức chịu đựng, tính tiết kiệm, khả năng làm mẹ của những con bò cái cao nguyên và tính hoàn hảo dần được cải thiện của những con đực đều là giống của chúng. Những con bò sữa lai như vậy có thể được lai xa hơn nữa với bò đực thịt hiện đại như Limousin hoặc Charolais để tạo ra thịt bò chất lượng cao.

## Lịch sử
Bò tóc rậm là giống truyền thống của miền tây Scotland. Những gia súc này rất quan trọng đối với nền kinh tế Scotland của thế kỉ XVIII. Ban đầu, người nông dân nhỏ giữ một con bò nhà để sản xuất sữa và lấy thịt. Tại các khu chợ, nhiều con được mua bởi những người lái xe từ Anh để chuyển chúng về vùng phía nam qua Pennines để vỗ béo và giết thịt. Năm 1723, có hơn 30,000 gia súc được bán vào Anh.
Sau này chúng lần đầu tiên được nhập khẩu vào Australia trong năm 1844 bởi những người di cư Scotland. Chúng đã nhìn thấy trong Cảng Victoria nhưng bị chết trong các môi trường như New South Wales. Chúng đầu tiên được nhập khẩu vào Nova Scotia, Canada trong năm 1880. Tuy nhiên con số của chúng là rất nhỏ cho đến những năm 1920 khi chăn nuôi quy mô lớn và nhập khẩu đã bắt đầu. Trong năm 1950, gia súc được nhập khẩu và xuất khẩu từ Bắc Mỹ.
Năm 1954, Nữ hoàng Elizabeth ra lệnh nhốt gia súc vùng cao tại Lâu đài Balmoral. Đến nay chúng vẫn còn được giữ lại tại nơi này.
Năm 2002, số lượng bò sinh sản đã đăng ký ở Vương quốc Anh là khoảng 2500 con; vào năm 2012, con số này đã tăng lên con số 6000. Năm 2021 là 3161 con. Tình trạng bảo tồn của giống này ở Vương quốc Anh được liệt kê trong DAD-IS là có nguy cơ tuyệt chủng. Số lượng gia súc chưa đăng ký không được biết đến.
Mặc dù một nhóm gia súc thường được gọi là đàn, nhưng một nhóm gia súc cao nguyên được gọi là "fold" (nếp gấp). Điều này là do vào mùa đông, gia súc được giữ trong những nơi trú ẩn làm bằng đá được gọi là nếp gấp để bảo vệ chúng khỏi thời tiết vào ban đêm.

#### Tại Úc
Bò tóc rậm lần đầu tiên được nhập khẩu vào Úc vào giữa thế kỷ 19 bởi những người di cư Scotland của Glengarry, Scotland. Đến Port Albert, Victoria, vào năm 1841 cùng với gia tộc của mình, dường như họ đã lùa đàn gia súc vùng cao của mình đến một trang trại ở Greenmount, trên sông Yarra. Samuel Amess, cũng đến từ Scotland, người đã kiếm bộn tiền từ các mỏ vàng thời Victoria và trở thành thị trưởng Melbourne vào năm 1869, nuôi một đàn gia súc vùng cao nguyên đen trên đảo Churchill. Chúng được nhìn thấy và sống sót ở Port Victoria vào cuối những năm 1800, nhưng những đàn khác được cho là đã chết ở những khu vực như New South Wales.
Năm 1988, Hiệp hội Gia súc Cao nguyên Úc được thành lập. Kể từ đó, số lượng gia súc ngày càng tăng và tinh dịch đang được xuất khẩu sang New Zealand để thiết lập giống ở đó.

#### Tại Canada
Loại gia súc này lần đầu tiên được nhập khẩu vào Canada vào những năm 1880. Ngoài ra còn có gia súc cao nguyên ở vùng Nova Scotia vào những năm 1880. Tuy nhiên, số lượng của chúng rất ít cho đến những năm 1920 khi việc nhân giống và nhập khẩu quy mô lớn bắt đầu. Vào những năm 1950, gia súc được nhập khẩu và xuất khẩu sang Bắc Mỹ. Hiệp hội gia súc cao nguyên Canada được đăng ký chính thức vào năm 1964 và hiện đăng ký tất cả gia súc thuần chủng ở Canada.
Vào cuối những năm 1990, đã có một vụ buôn bán phôi và tinh dịch lớn giữa Vương quốc Anh và Canada. Tuy nhiên, điều đó đã dừng lại, phần lớn là do BSE (bệnh bò điên) bùng phát ở Vương quốc Anh. Ngày nay, gia súc Tây Nguyên chủ yếu được tìm thấy ở miền đông Canada. Năm 2001, số lượng gia súc của Canada và Hoa Kỳ cộng lại được ước tính là 10000 con.

#### Tại Đan Mạch
Hiệp hội Gia súc Cao nguyên Đan Mạch được thành lập vào năm 1987 để thúc đẩy các thực hành tốt nhất về chăn nuôi và chăm sóc gia súc cao nguyên và thúc đẩy việc đưa giống này vào Đan Mạch.

#### Tại Phần Lan
Câu lạc bộ gia súc vùng cao của Phần Lan được thành lập vào năm 1997. Trong một số sách giáo khoa của họ cho thấy việc nhập khẩu đàn giống gia súc vùng cao vào Phần Lan có từ năm 1884. Câu lạc bộ này tuyên bố rằng vào năm 2016, đã có 13 000 gia súc vùng cao ở Phần Lan.

#### Tại Hoa Kỳ
Ghi nhận những gia súc cao nguyên đầu tiên được nhập khẩu vào Hoa Kỳ là vào cuối những năm 1890. Hiệp hội Gia súc Cao nguyên Hoa Kỳ được tổ chức lần đầu tiên vào năm 1948 với tên gọi Hiệp hội Người chăn nuôi Cao nguyên Scotch Hoa Kỳ, và hiện nay tuyên bố có khoảng 1100 thành viên.

## Hình ảnh

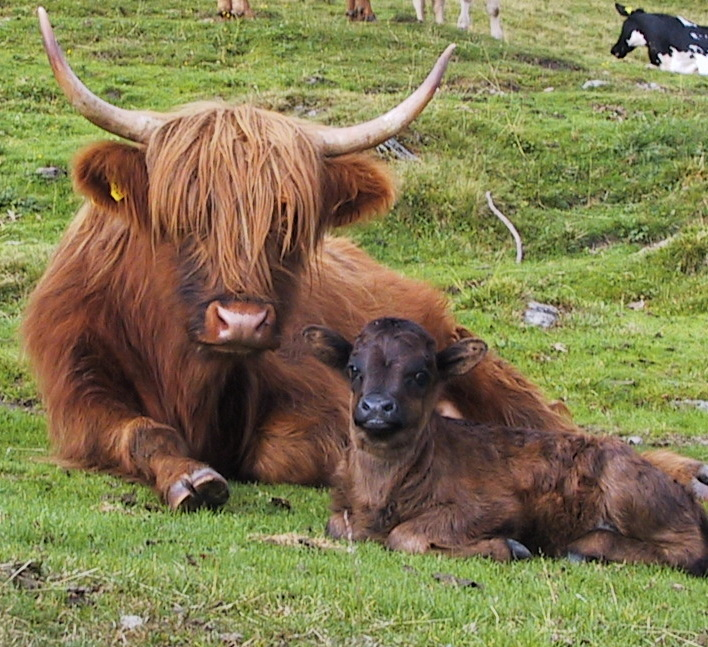
Bò cao nguyên Scotland với con bê trên đồng cỏ núi cao ở Salzburg, Áo
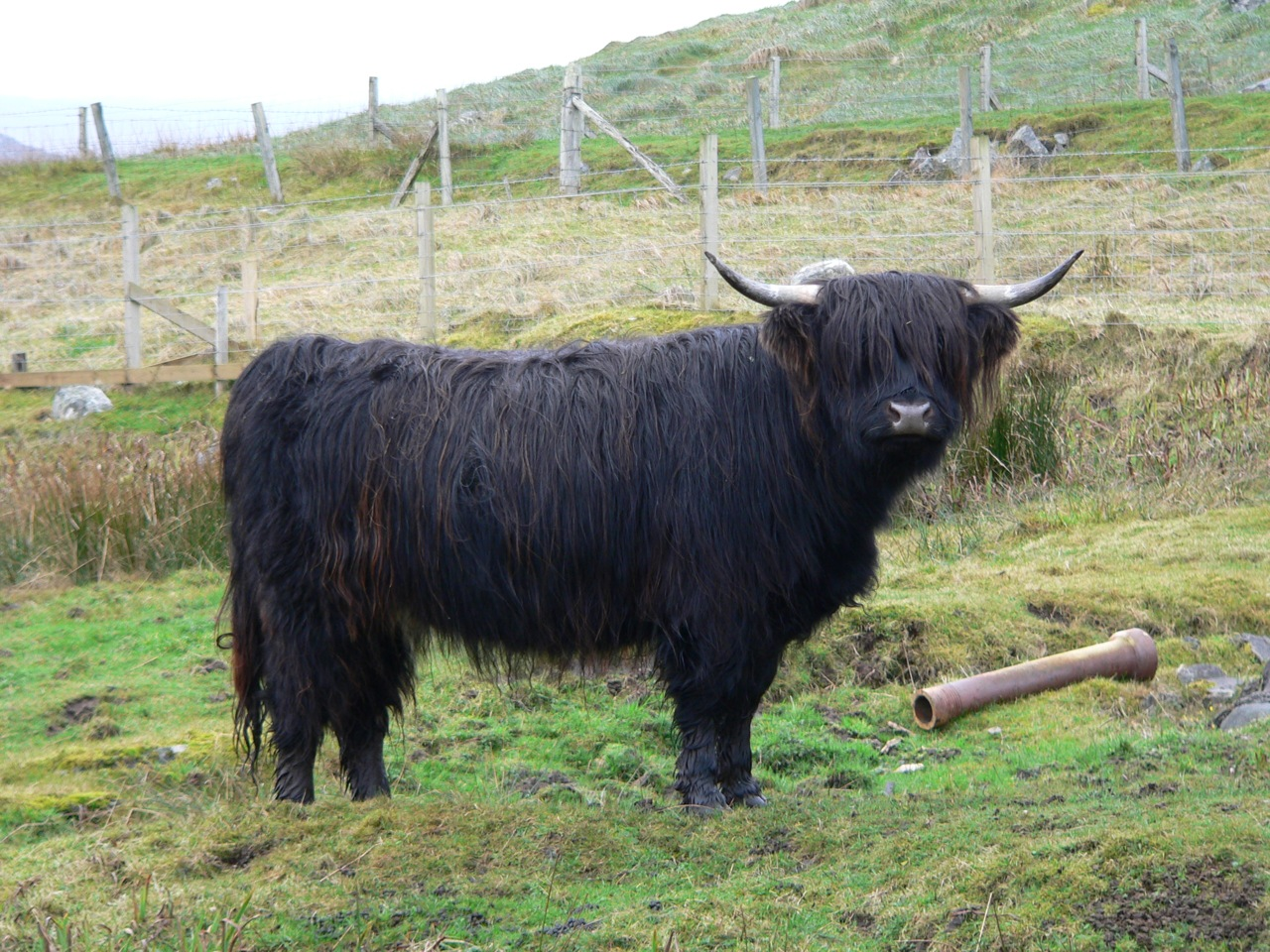
Bò cái
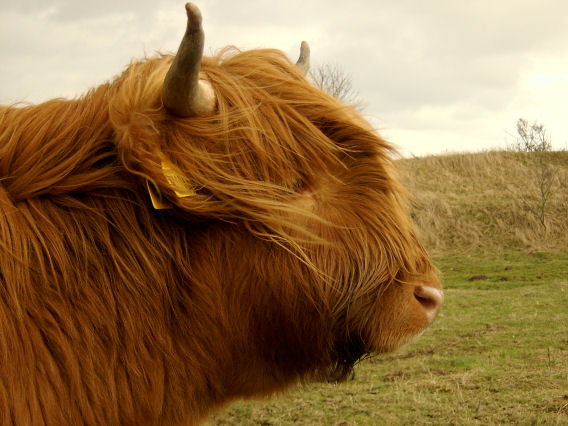
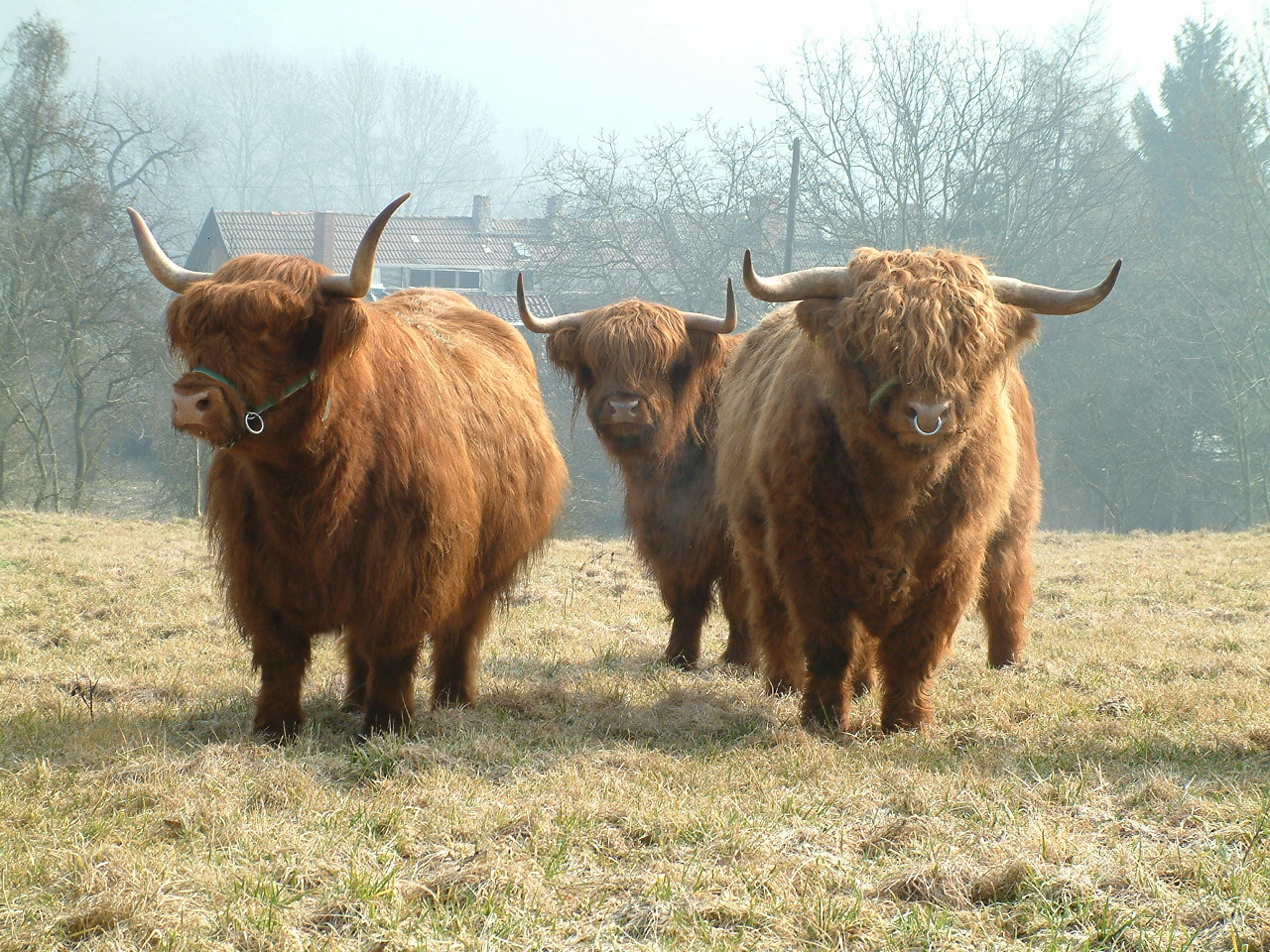
Bò đực với sừng
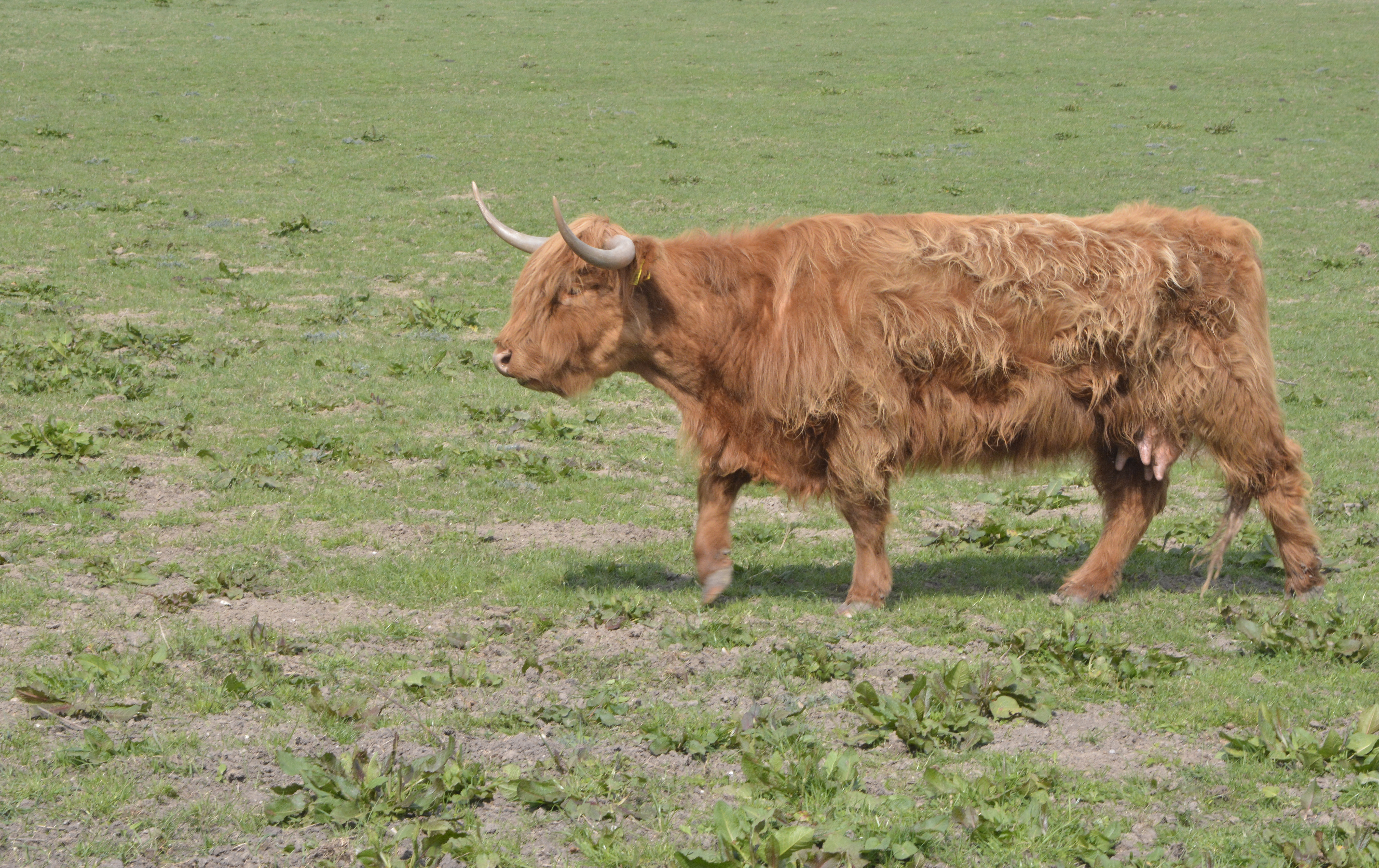
Bò cái
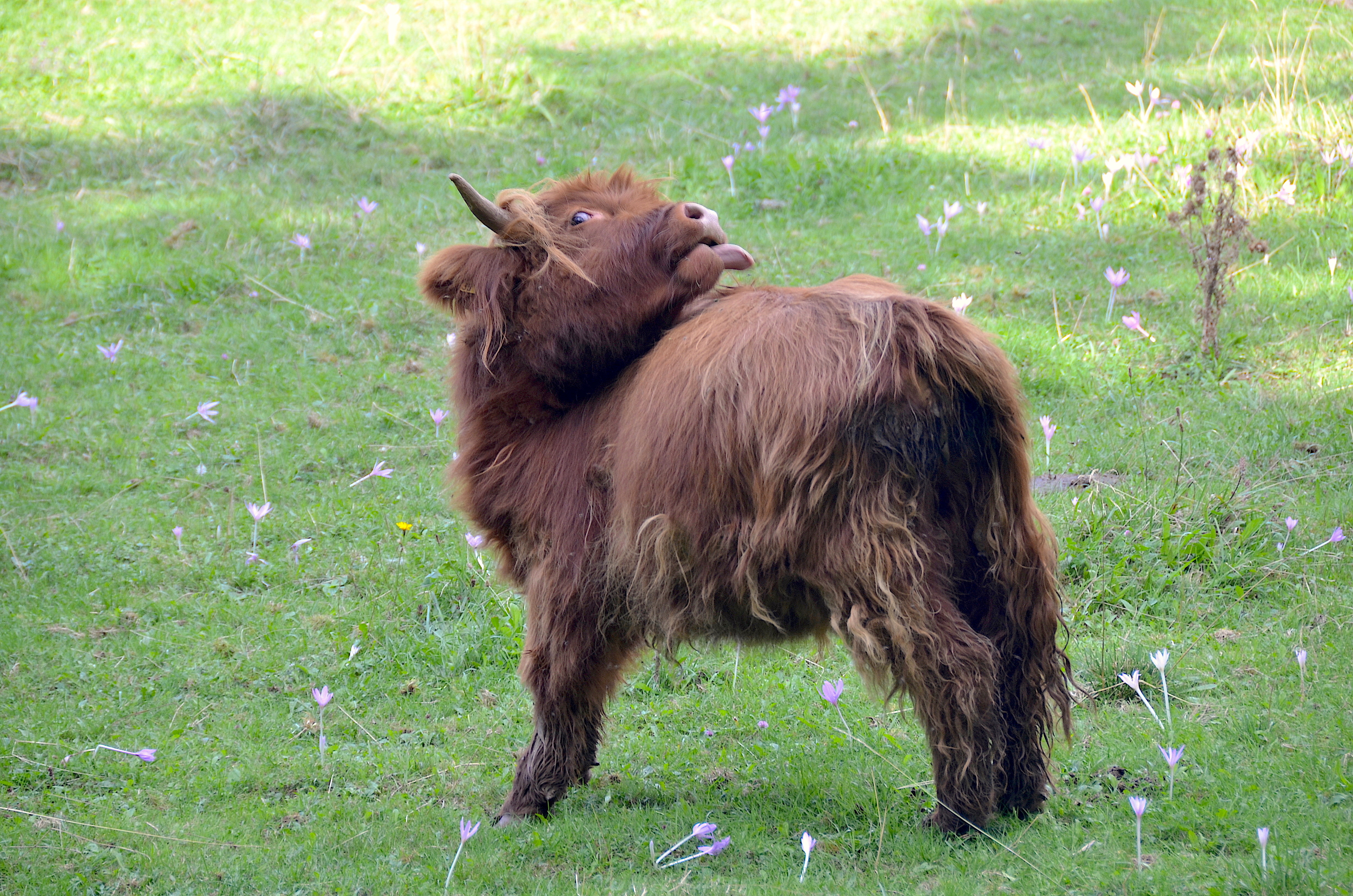
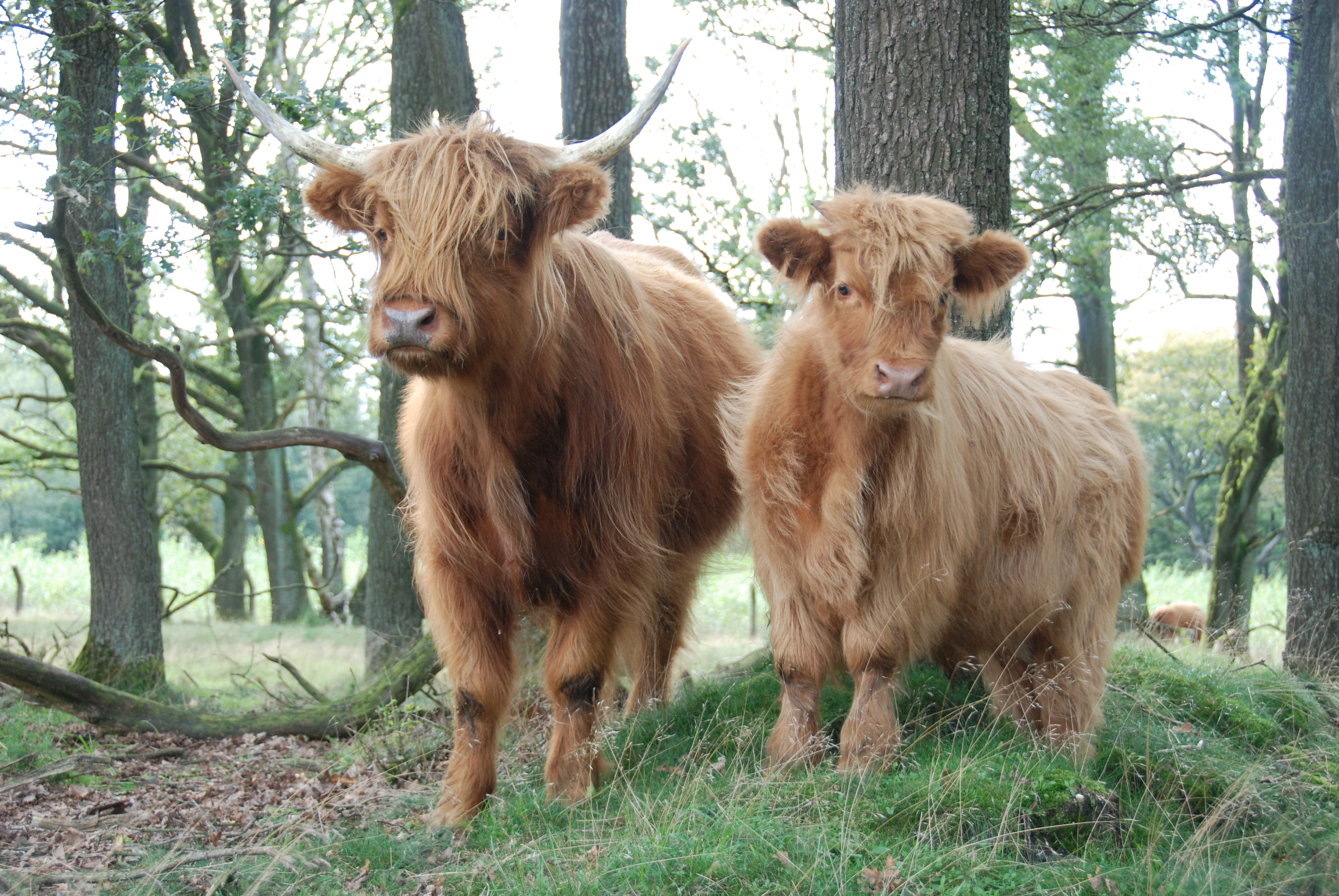
Những con bê/bò con